# ختمی چینی
ختمی چینی (نام علمی: 'Hibiscus rosa-sinensis') گل ملی کشور مالزی است.